# جوليا ديفيس (أكاديمية)
جوليا ديفيس (بالإنجليزية: Julia Davis)‏ هي أكاديمية أمريكية، ولدت في 20 نوفمبر 1891، وتوفيت في 26 أبريل 1993.